# Pachyschistochila
Pachyschistochila är ett släkte av bladmossor. Pachyschistochila ingår i familjen Schistochilaceae.
Kladogram enligt Catalogue of Life:
| Pachyschistochila | \| \| Pachyschistochila exalata \| \| \| \| \| \| Pachyschistochila leucophylla \| \| \| \| \| \| Pachyschistochila parvistipula \| \| \| \| \| \| Pachyschistochila splachnophylla \| \| \| \| \| \| Pachyschistochila trispiralis \| \| \| \| |
|                   | \| \| Pachyschistochila exalata \| \| \| \| \| \| Pachyschistochila leucophylla \| \| \| \| \| \| Pachyschistochila parvistipula \| \| \| \| \| \| Pachyschistochila splachnophylla \| \| \| \| \| \| Pachyschistochila trispiralis \| \| \| \| |
|                   | Gottschea |
|                   | |
|                   | Pleurocladopsis |
|                   | |
|                   | Schistochila |
|                   | |
|                   | Pachyschistochila exalata |
|                   | |
|                   | Pachyschistochila leucophylla |
|                   | |
|                   | Pachyschistochila parvistipula |
|                   | |
|                   | Pachyschistochila splachnophylla |
|                   | |
|                   | Pachyschistochila trispiralis |
|                   | |

|  | Pachyschistochila exalata        |
|  |                                  |
|  | Pachyschistochila leucophylla    |
|  |                                  |
|  | Pachyschistochila parvistipula   |
|  |                                  |
|  | Pachyschistochila splachnophylla |
|  |                                  |
|  | Pachyschistochila trispiralis    |
|  |                                  |